# Isla Blanca (Quintana Roo)
Isla Blanca es una franja costera que se ubica en la zona continental del municipio de Isla Mujeres del estado mexicano de Quintana Roo.

## Ubicación
Se encuentra al suroeste de isla Contoy y al noroeste de Isla Mujeres, colinda al oeste con la laguna Chacmuchuc, al este y al norte con el mar Caribe y al sur con Punta Sam. 

## Descripción
Es una península o franja costera arenosa de aproximadamente veinte kilómetros de longitud, siendo su parte más ancha de 850 metros y su parte más angosta de 500 metros. Su altura máxima sobre el nivel del mar es de 5 metros.  A tan sólo 1500 m de su costa este se encuentra la parte más septentrional del Sistema Arrecifal Mesoamericano.
La arena del sito es blanca, en condiciones meteorológicas extremas de viento y marea, como puede suceder durante el paso de un huracán, el mar logra cruzar de lado a lado la parte más angosta de Isla Blanca, de ahí deriva su nombre. 
Es el punto de salida más cercano para embarcarse a Isla Contoy y un sitio de salida para la observación de tiburón ballena durante la temporada que comprende los meses de mayo a septiembre. En la laguna se puede practicar la pesca deportiva con mosca de sábalo, róbalo, palometa y macabí. Es un sitio preferido para la práctica de kite surfing, kayak y ciclismo.

## Flora y fauna
A la orilla de la laguna se pueden encontrar orquídeas de manglar de color rosa. Ocasionalmente es posible observar tucanes, monos, tlacuaches, cocodrilos, sereques, iguanas, serpientes, tortugas y muchas especies de aves como garzas, pelícanos, cormoranes, flamenco, águilas pescadoras y fragatas.